# Veios
Veios (em latim: Veii) foi uma antiga cidade etrusca, situada na atual Isola Farnese, a 16 quilômetros a noroeste de Roma. Foi o maior centro de fabricação de esculturas de terracota da Etrúria no século VI a.C., com Vulca, segundo Plínio, o Velho, se notabilizando como o escultor das estátuas do Templo de Júpiter Máximo no Capitólio. Foi hegemônica sobre Roma nos séculos VII e VI, mas após várias guerras terminou parcialmente destruída em 396 a.C.. Foi repovoada pelos romanos e sob o imperador Augusto, em 2 a.C., tornar-se-ia município. Até o século III, foi centro religioso.